# 거대해일

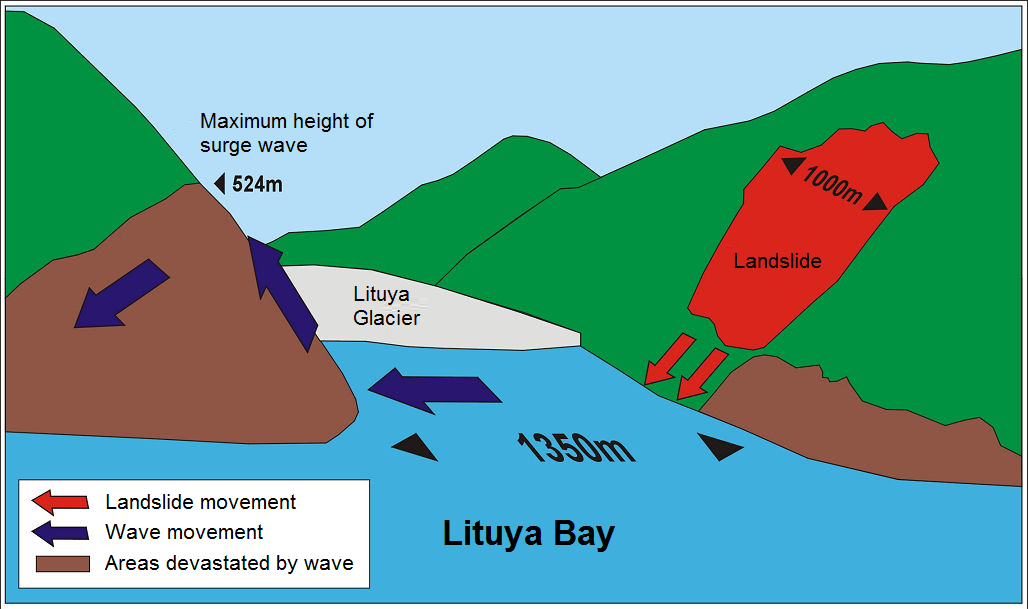
1958년 리투야만 거대해일

거대해일(Megatsunami)은 거대한 해일(쓰나미)을 말한다. 거대지진(M8.0 이상의 대지진), 거대한 화산 분화, 천체충돌 등에 의해 발생한다.

## 거대해일의 예
- 1958년 리투야만 거대해일
- 1960년 칠레 지진
- 2004년 인도양 지진해일
- 2011년 도호쿠 지방 태평양 해역 지진

## 같이 보기
- 2004년 인도양 지진해일
- 원거리 지진해일
- 화산해일